# Hoogland
Hoogland es una localidad de los Países Bajos ubicada en el municipio de Amersfoort, provincia de Utrecht. Tiene una superficie de 1464 ha y una población estimada de 10 053 habitantes en 2024.
Era un municipio independiente hasta 1974, cuando fue incorporado al municipio de Amersfoort.
La población la componen en un 4,7 % inmigrantes de otros países europeos y en un 8,6 % inmigrantes no europeos (de los cuales la comunidad más amplia es la marroquí).
La localidad cuenta con 1130 empresas, de las cuales la mayor parte corresponde a servicios empresariales y servicios de cultura o recreación. En esta localidad se celebra cada año un carnaval en los meses de febrero o marzo.